# Terazije

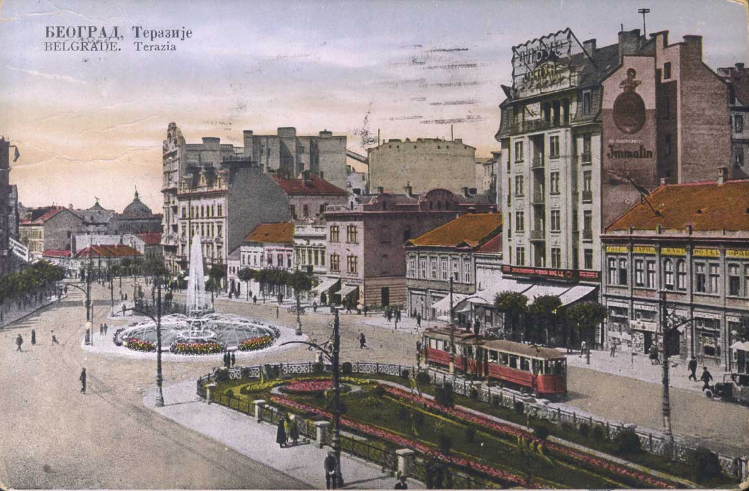
Terazije v roce 1934

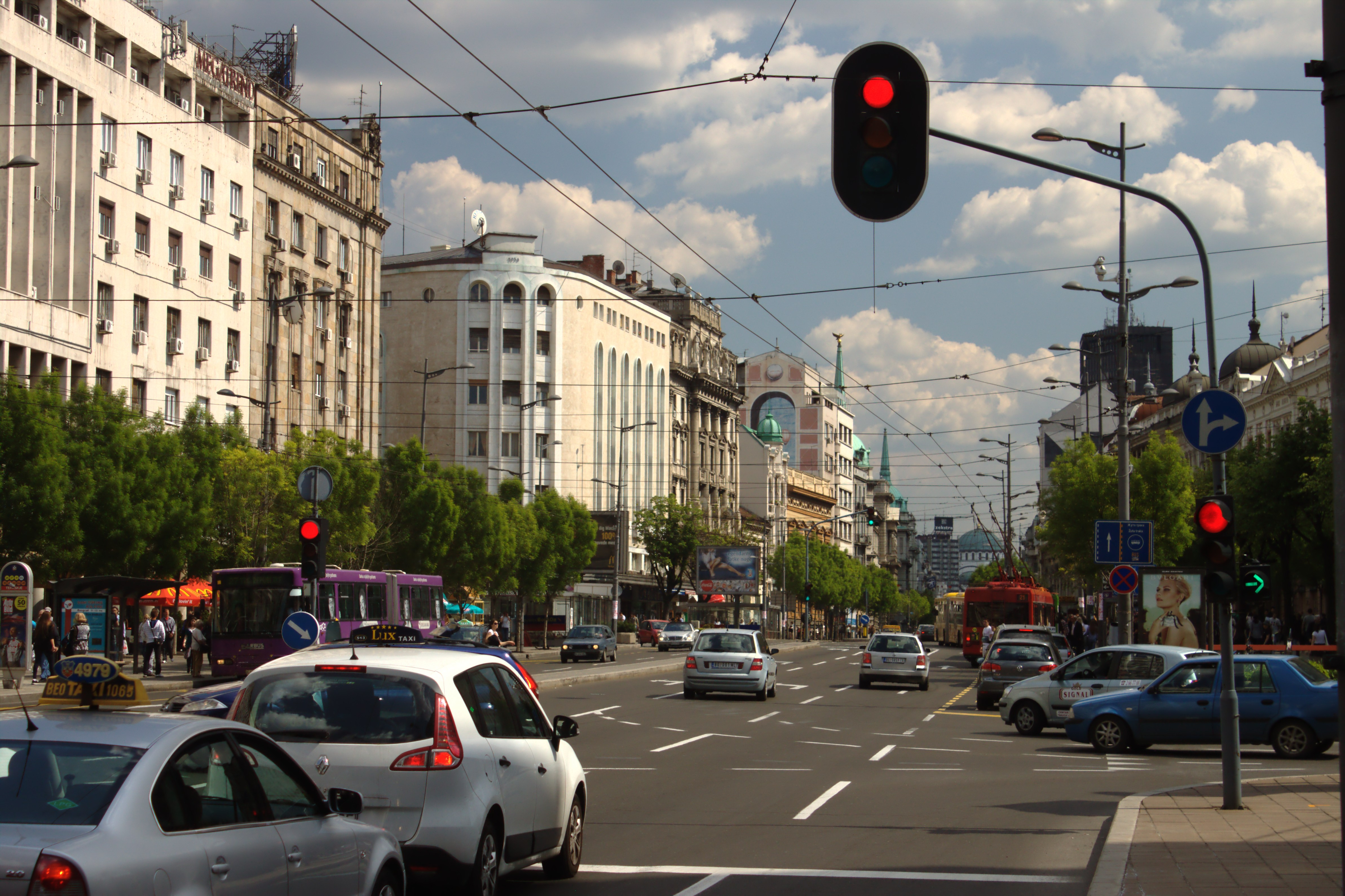
Terazije v roce 2011

Terazije (v srbské cyrilici Теразије) je jedno z nejvýznamnějších náměstí v srbské metropoli Bělehradě. Nachází se na jižním okraji centrální části města; ze severní strany je ohraničuje Palác Albánie a ulice Kneza Mihaila/Kolarčeva, z jižní pak přechází v bulvár Krále Milana, který směřuje směrem k městské části Vračar. 

## Etymologie
Název Terazije pochází z turečtiny; výraz terazi v tomto jazyce znamená "vodárenskou věž". Původní název odkazoval na vodovodní kanál a vodárenskou věž, která zásobovala vodou pevnost Kalemegdan.

## Historie
Terazije vznikly jako v 40. letech 19. století jako tržnice, a to rozhodnutím knížete Miloše Obrenoviće, který chtěl přesunout tehdejší řemeslníky a kupce z centra města. Do té doby se zde nacházela pouze pole a močály. Prostranství nedaleko řeky Sávy se jevilo jako vhodné místo. Až do šedesátých let 19. století ho obklopovaly pouze přízemní domy. Rozvoj prostoru umožnila také tranzitní doprava, která směřovala přes dnešní Terazije z centra města jižně do města Kragujevac. Období transformace Bělehradu v druhé polovině 19. století, kdy se regionální město orientálního charakteru postupně měnilo v evropskou metropoli, znamenalo také změnu zástavby, obklopující Terazije. Původní nízké domy byly strženy, či doplněny vyššími budovami evropského stylu, které vznikaly v 60. letech 19. století. V roce 1860 nahradila původní vodárenskou věž kašna s iniciály knížete Miloše. Ta byla sice v roce 1911 během rekonstrukce náměstí přemístěna do Topčideru, o více než šedesát let později (1976) se ale nakonec vrátila, ovšem nikoliv do středu náměstí, ale před hotel Moskva. Během rekonstrukce před první světovou válkou získaly Terazije parkovou úpravu. Byly také položeny tramvajové koleje, vznikl centrální ostrov s fontánami a parkem dle návrhu V. Lučiće.
Na přelomu 19. a 20. století patřily Terazije k místům, kde se koncentroval společenský život srbské metropole. Náměstí lemovaly četné kavárny, restaurace a hotely. V kavárně "U zlatého kříže" se roku 1896 konalo první filmové promítání v Srbsku.[zdroj?] Mezi známé hotely, které se na Terazijích nalézají, patří např. hotel Paříž, hotel Balkan či hotel Moskva. Poslední uvedená budova byla dokončena v roce 1906 v secesním stylu a patří k dominantám jak Terazijí, tak i celého Bělehradu. Mezi ukázky architektury z přelomu 19. a 20. století v uvedené lokalitě patří ještě paláce Anker a Aténa v jižní části náměstí. Od roku 1938 stojí na severním konci náměstí mezi ulicemi Kolarčeva a Kneza Mihaila funkcionalistický Palác Albánie. Ještě před vypuknutím války v dubnu 1941 byla dokončena i budova Divadla na Terazijích. 
V roce 1923 byl v souvislosti s novým územním plánem metropole, který předpokládal její šíření na východ a na jih představen i návrh na zastavění Terazijské terasy (volný prostor na svahu západně od náměstí), který počítal s výstavbou řady veřejných budov.
V letech 1952 – 1957 existoval v Bělehradě městský obvod s názvem Terazije, který se nacházel v okolí tohoto náměstí. V roce 1953 zde žilo 17 858 obyvatel. K 1. lednu 1957 byl obvod zrušen a rozdělen mezi obvody Vračar a Stari Grad. V roce 1981 v místní části (mesna zajednica) Terazije žilo 5033, v roce 1991 už jen 4373 obyvatel a v roce 2002 již jen 3338 obyvatel. Stari Grad později dělení zrušil a tak data ze sčítání v roce 2011 nejsou známa.
Během druhé světové války bylo náměstí značně poškozeno. Řada původních výstavních domů utrpěla během bombardování těžké škody, nebo byla zcela zničena. Rozsáhlá rekonstrukce celého prostranství proběhla v roce 1947 a jejím cílem bylo transformovat Terazije v moderní dopravní tepnu. Byly odstraněny tramvajové koleje a sochy; vybudovány podchody a do středu náměstí umístěna šestiproudá vozovka. Původní historické stavby nahradily funkcionalistické mnohapatrové paláce. Mezi ně patří také budova Hempro nebo sídlo bývalé jugoslávské hospodářské komory. Terazije tak mají nyní charakter spíše městského bulváru, než náměstí. 
Pod náměstím byl vybudován Terazijský tunel, který je překonává v ose západ-východ. Terazije byly také jedním z prvních míst v srbské metropoli, kde se nacházel podchod s eskalátory.[zdroj?]
V roce 2012 byla v Novém Bělehradě poblíž místního nádraží postavena replika náměstí v podobě, v jaké existovalo v 30. letech 20. století.

## Významné objekty a stavby
- Hotel Moskva
- Terazijská fontána
- Palác Anker
- Palác Aténa
- Hotel Balkán
- Krsmanovićův dům
- Hempro
- Budova pražské úvěrní banky
- Palác Albánie
- Budova investiční banky
- Budova Svazové hospodářské komory
- Igumanův palác
- Památník oběšených na Terazijích